# Kawasaki ZZR 1400
La ZZR 1400, conosciuta anche come Ninja ZX-14 è una motocicletta stradale della casa giapponese Kawasaki Heavy Industries Motorcycle & Engine facente parte della serie ZZR.

## Il contesto

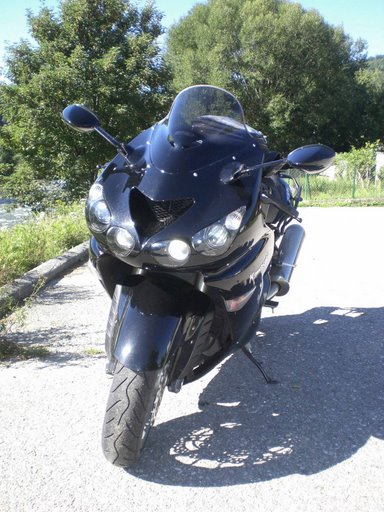
Vista frontale della Kawasaki ZZR 1400

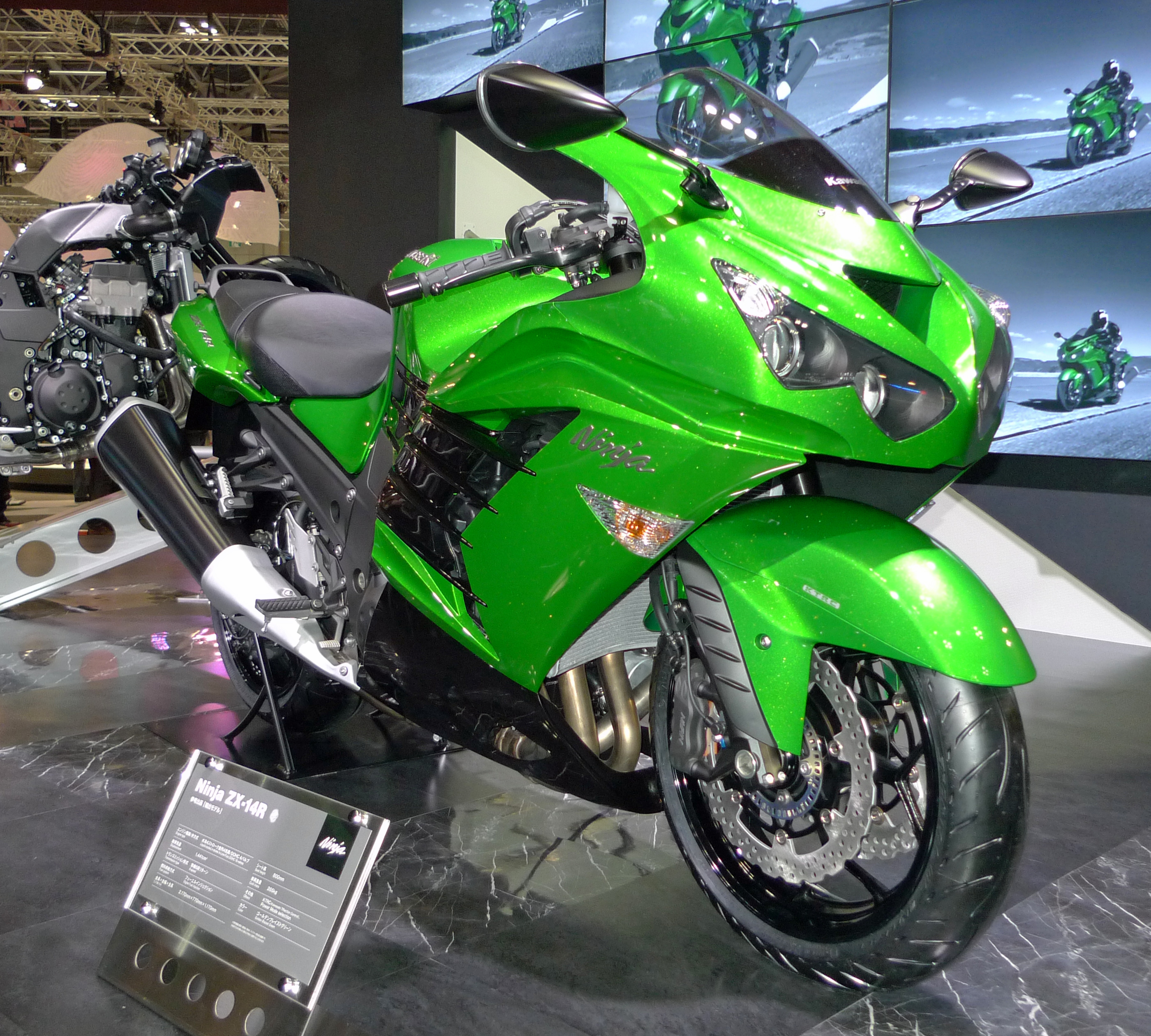
La Kawasaki Ninja ZX-14R

Questo modello, omologato in America col nome di Ninja ZX-14, ha sostituito il modello di cilindrata inferiore (chiamato in Europa ZZR 1200). È stata progettata come naturale evoluzione dell'affidabilissimo modello precedente (dotato però di poco appeal estetico), è commercializzata dal 2006 ed è tuttora in produzione, rappresentando il modello di cilindrata superiore della serie ZZR.
Al momento dell'uscita sul mercato è stata la moto di serie più potente del mondo, come da tradizione del marchio, che da qualche anno ha ingaggiato una lotta serrata al titolo mondiale delle prestazioni con la Suzuki GSX-R 1300 Hayabusa. La Suzuki, con il modello 2008, ha strappato alla ZZR 1400 il titolo mondiale in fatto di potenza e prestazioni, ma con l'aggiornamento del 2012, la ZZR 1400 è tornata ad essere la moto di serie più prestazionale al mondo.
La particolarità del modello è data da una stazza e da una carenatura di moto da viaggio (con tutto il comfort che ne consegue), accoppiato a quote ciclistiche degne delle supersportive di razza (avancorsa ridotta a soli 94 mm, con un angolo di inclinazione del cannotto dello sterzo a 23°).
Altri particolari sono derivati direttamente dalle supersportive della casa di Akashi, ad esempio la carenatura non più nello stile delle moto stradali sportive (com'era per la precedente ZZR 1200), ma delle moto supersportive, le frecce integrate nella carenatura, la presa anteriore dell'aria, detta airbox che alle alte velocità aumenta l'aria aspirata all'interno dei cilindri facendo lievitare la potenza di circa 10 CV (da 193 a 203 CV con l'airbox in pressione), e la tipologia dell'impianto frenante, degno di una moto da competizione Superstock.
Come per la sua antagonista Suzuki, ed in base ad un tacito accordo intercorso con le altre tre case giapponesi, Honda, Suzuki e Yamaha, la velocità massima è stata limitata a 300 km/h, che, in caso contrario, verrebbe superata di slancio arrivando ad oltre 330 km/h.
Con il rinnovato modello 2008 è stata introdotta sulla ZZR 1400 l'omologazione Euro 3 per le norme antinquinamento ed in tale occasione, la Kawasaki non ha perso l'occasione di aumentarne la potenza di 3 CV senza l'airbox in pressione (la potenza è passata da 190 a 193 CV) e di 7 CV con l'airbox in pressione (da 196 a 203 CV). In occasione di questo piccolo aggiornamento, che però non ha riguardato l'estetica, è stata decisa l'importazione in Italia della sola versione dotata di ABS, mentre nei primi due anni di commercializzazione il modello era disponibile in doppia versione, sia senza che con ABS.
L'aggiornamento del 2008, a detta degli ingegneri di Akashi, ha portato anche ad una redistribuzione della curva di erogazione della potenza e ad una differente taratura della centralina elettronica. L'ultima versione, attualmente in commercio, dispone quindi di un'erogazione più ricca ai medi regimi, mentre nella prima versione, commercializzata nel 2006 e 2007, l'erogazione di potenza avveniva in maniera più brusca a partire dai 6000 giri/min, per quanto ai regimi inferiori la moto risultasse decisamente più gestibile anche da un pubblico meno esperto. L'erogazione del modello attuale è più in linea con lo spirito del modello, anche se ovviamente necessita di molta più attenzione da parte dei motociclisti meno esperti. Questo modello ha un'accelerazione da 0 a 100 km/h in soli 2,8 secondi.
Nel 2014, per commemorare il 30º anniversario della nascita della prima Ninja, la Kawasaki ha lanciato il modello 30th Anniversary. La particolarità di questa versione commemorativa prodotta in 300 esemplari per il mercato americano era una livrea identica a quella impiegata sull'originale GPZ 900.